# عزبه البوصه، قنا
عزبه البوصه (به عربی: عزبة البوصة)، روستایی از توابع شهرستان ابو تشت در استان قنا و کشور مصر است.

## جمعیت
براساس سرشماری سال ۲۰۰۶ مصر، جمعیت آن ۱۱۲۹۶ نفر(۵۶۳۳ مرد و ۵۶۶۳ زن) بوده‌است.